# Циммер, Карл (писатель)
Карл Циммер (англ. Carl Zimmer; 13 июля 1966) — американский научно-популярный писатель и блогер, основной областью которого является изучение эволюции и паразитов. Автор нескольких книг и научных эссе, в таких изданиях как The New York Times, Discover и National Geographic.  Является научным сотрудником колледжа Морзе при Йельском университете.

## Карьера
Помимо написания научно-популярной литературы, Циммер также часто проводит лекции и появляется на многих радиошоу, включая Radiolab, Fresh Air и This American Life на National Public Radio. Он выиграл множество наград, включая National Academies Communication Award 2007 года, награду за популяризацию науки от Национальной академии наук США, за широкое освещение биологии и эволюции и газетах, журналах и его блоге, «The Loom». В 2009 и 2010 он вел аудиоподкаст Meet the Scientist Американского общества микробиологии.
Соавтор Дугласа Эмлена.
Циммер получил степень бакалавра искусств в области английского в Йельском университете в 1987 году. В 1989 году Циммер начал работать в журнале Discover, вначале как литературный редактор и проверяющий достоверность сведений, а затем стал пишущим редактором.

## Мнения о науке
Циммер считает глобальное потепление одной из самых больших социальных проблем нашего времени, поскольку потомки унаследуют не только наши гены, но и эту планету. И заявляет, что необходимо думать о будущем генетической наследственности, а также экологической наследственности и культуры.
После публикации She Has Her Mother's Laugh: The Powers, Perversions, and Potential of Heredity Циммера спросили, что он думает о редактировании генома и CRISPR. Хотя Циммер считал, что некоторые процедуры редактирования генов, особенно при состояниях, вызванных мутациями одного гена, могут обеспечить простые способы борьбы с серьёзными заболеваниями, он призвал к осторожности при вмешательстве на эмбриональной стадии. Далее он указал на сложность вопроса и необходимость рассмотрения практики других стран.

## Награды и отличия
- Американская ассоциация содействия развитию науки 2004 года Science Journalism Award
- Американская ассоциация содействия развитию науки 2009 и 2012 года[7] Kavli Science Journalism Award
- Award for Excellence in International от Панамериканской организации здравоохранения[англ.]
- American Institute Biological Science’s[англ.] Media Award
- Everett Clark Award for Science Writing
- John Simon Guggenheim Memorial Foundation[англ.] Fellowship
- Communication Award от Национальной академия наук США
- В 2021 году книга Карла Циммера «Она смеется, как мать» попала в число научно-популярных книг, которые в рамках проекта «Дигитека» распространяются в электронном виде бесплатно для всех читателей[8].